# Ковета
Ковета (на английски: Coweta) или Кауита мамаи са второто по големина подразделение на северноамериканското индианско племе мускоги на групата долни крики, след касита. Отначало всички хроники говорят за всички долни крики като ковета, тъй като това е водещото племе сред долните крики отделно от касита. Възможно е племето да се споменава в хрониките на Ернандо де Сото под имената Чиси, Ичиси или Ачесе, което може би идва от Очиси, както хичити говорещите племена наричат мускогите. На карти между 1670 и 1700 г. са поставени заедно с касита на Чатахучи и Куса, но когато за първи път са ясно локализирани живеят в горната част на река Окмулги, недалеч от Индиън Спрингс в Джорджия. След Войната ямаси (1715) се преместват на западния бляг на Чатахучи. В преброяването от 1832 г. са посочени 5 техни подразделения:
- Кучкалеча
- село на Тусилксторко хачи
- село на Уакучи хачи
- село на Халейуоко йоахахачи
- Кача тастанаги

От основния град Ковета талахаси се отделя една част и основава нов град, който впоследствие става независимия град Ликатка. През 1799 г. се споменава още един град – Уетумка, който също се отделя от Ковета талахаси.
След отстраняването им в Оклахома се заселват в северната част на резервата, близо до днешния град Ковета, където потомците им живеят и до днес.